# Суховершок
Сухове́ршок — ландшафтний заказник місцевого значення в Україні. Об'єкт розташований на території Онуфріївського району Кіровоградської області, на захід від села Вишнівці. 
Площа 40 га. Статус присвоєно згідно з рішенням Кіровоградської обласної ради № 187 від 19.02.1993 року. Перебуває у віданні ДП «Онуфріївський лісгосп» (Онуфріївське лісництво, кв. 140, вид. 3-8). 
Статус присвоєно для збереження частини балки як місця незайманого лісостепового фітоценозу з багатою флорою.